# Julius Akubor
Julius Akubor – nauruański polityk, członek Lokalnej Rady Samorządowej Nauru w latach 50. XX wieku. Reprezentant okręgu wyborczego Yaren.